# VX Sagittarii
VX Sagittarii é uma supergigante vermelha de tipo tardio ou hipergigante pulsante variável, a aproximadamente 1,5 kpc distante do Sol na constelação de sagitário. É uma das maiores estrelas descobertas até o momento, embora seu raio é pouco conhecido.